# Portola
Portola ist eine Stadt im Plumas County im US-Bundesstaat Kalifornien mit 2100 Einwohnern (Stand: 2020). Sie ist die einzige incorporated city des Countys, obwohl der County Seat im knapp 50 km entfernten Quincy eingerichtet ist. Die Stadt ist benannt nach Gaspar de Portolà, einem Gouverneur von California in der spanischen Kolonialzeit.

## Lage
Portola liegt im Sierra Valley, dem größten Hochtal der Sierra Nevada, am mittleren Arm des Feather River. Die Stadt selbst erstreckt sich über eine Fläche von 5,8 km². Sie wird durch den kalifornischen Staatshighway 70 erschlossen, die Feather River Route der Union Pacific Railroad führt durch das Tal und den Ort.

## Geschichte
Die Region war ursprünglich dünn von Indianern der Maidu und Wahoe besiedelt. 1850 erkundete James P. Beckwourth, ein Trapper und Pelzhändler, eine später Beckwourth Trail genannte Straße für Goldsucher und Pioniere durch das Sierra Valley und errichtete rund zehn Kilometer östlich des heutigen Ortes einen Handelsposten mit kleiner Ranch und Hotel, aus dem die heutige Siedlung Beckwourth hervorging. In den folgenden Jahren begann eine Nutzung der Waldbestände der Region durch Holzfäller.
Zur Verbesserung des Abtransport des in der Umgebung gefällten Holzes begann 1885 die Sierra Valley and Mohawk Valley Railroad die ersten Arbeiten an einer Schmalspur-Eisenbahnstrecke durch das Sierra Valley, um das östlich der Berge gelegene Reno, Nevada mit der Sierra zu verbinden. 1894 und 1903 wurde die Strecke nach Westen verlängert und ein kleines Bahnbetriebswerk im Bereich des heutigen Ortes angelegt. 1910 errichtete Western Pacific Railroad eine Normalspur-Bahnlinie von Sacramento durch die Sierra entlang dem Feather River durch Portola, die Schmalspurlinie wurde kurz darauf aufgegeben. Auch Western Pacific legte ein Betriebswerk in Portola an.
1905 bauten Holzfäller aus Nevada, die in der Region arbeiteten, um das Bahnbetriebswerk ihr zentrales Camp und benannten es Headquarters. Kurz darauf kamen weitere Holzfäller aus Utah und benannten die Siedlung mit nunmehr über 100 Einwohnern in Mormon Junction um. 1908 wurde die größer gewordene Siedlung erneut in Imola umbenannt. Es entstanden mehrere Sägewerke im Bereich der Stadt, die 1910 den Namen Portola erhielt.
Mit den Holzfällern und der Bahn kamen weitere Einwohner, die das fruchtbare Hochtal zur Landwirtschaft nutzten. Ein Hotel, Läden, Saloons und eine erste Schule folgten. Die Wasserversorgung wurde 1910 aufgebaut, Elektrizität 1915, eine High School 1921. Von 1910 bis 1912 erschien die erste Zeitung, die Portola Gazette, 1916 wurde der Portola Sentinel gegründet, der 1917 in den Portola Reporter überging, der bis heute erscheint.

## Tourismus
Die Stadt beheimatet das Western Pacific Railroad-Museum. Es bewahrt das Bahnbetriebswerk im Zustand der 1950er und 1960er Jahre, als es ein typisches kleines BW für Dieselloks war. Im Museum sind auf rund 15 ha über 30 Strecken- und Rangier-Lokomotiven sowie mehr als 80 Reisezug- und Güterwagen abgestellt. Nahezu alle Fahrzeuge können von Besuchern bestiegen und erkundet werden.

## Söhne und Töchter
- Richard Poe (* 1946), Filmschauspieler